# Chuck Liddell
Charles David Liddell (Santa Barbara, 17 dicembre 1969) è un ex lottatore di arti marziali miste statunitense.
È stato campione dei pesi mediomassimi UFC tra il 2005 e il 2007, sconfiggendo Randy Couture (assieme al quale viene considerato uno dei più importanti pionieri delle MMA) e difendendo poi il titolo per quattro volte consecutive fino alla sconfitta contro Quinton "Rampage" Jackson; ha fatto inoltre da allenatore nella prima e nella undicesima stagione del reality show The Ultimate Fighter. In passato ha lottato anche nella prestigiosa promozione giapponese Pride prendendo parte al torneo Pride Middleweight Grand Prix del 2003 venendo sconfitto ancora da Jackson.
Vanta una notevole esperienza nel Karate Kempo e nel Koei-Kan Karate e un record di 20-2 con sedici KO come kickboxer. È anche un ex campione di lotta a livello universitario.

## Biografia
Liddell ha cominciato con le arti marziali studiando Koei-Kan Karate dall'età di dodici anni; ha inoltre giocato a football per quattro anni alla San Marcos High School.
Cresciuto a Santa Barbara, ha frequentato spesso il famigerato Playa Del Drive, centro della cittadina universitaria di Isla Vista dove si trovò spesso coinvolto in risse. È diventato quindi un lottatore della NCAA Division I al California Polytechnic State University, San Luis Obispo e si è laureato in economia e commercio nel 1995.

## Carriera nelle arti marziali miste
Liddell ha intrapreso la carriera nelle MMA allenandosi nel BJJ sotto John Lewis a Las Vegas.

### Ultimate Fighting Championship

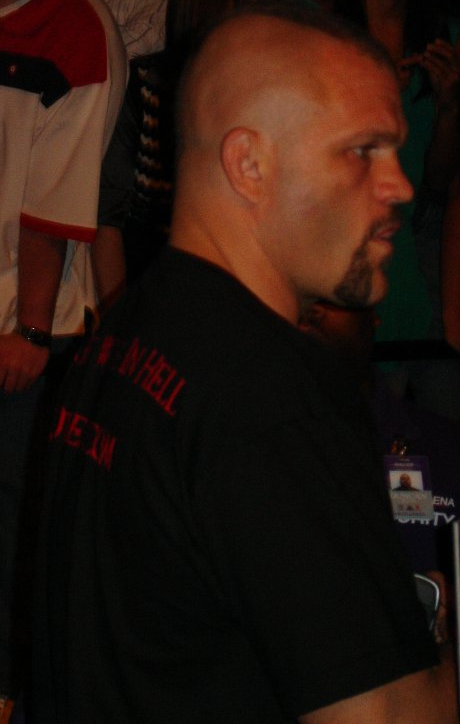
Chuck Liddell nel 2007

Liddell ha fatto il suo debutto nel 1998 con una vittoria convincente contro Noé Hernández. Nonostante una sconfitta per sottomissione con Jeremy Horn, poco dopo Liddell diede inizio alla sua fama di devastante striker con le vittorie su Kevin Randleman, Murilo Bustamante, Vítor Belfort, Renato Sobral e Tito Ortiz.
Nel 2002 divenne il contendente numero uno per il titolo dei pesi mediomassimi UFC. Dana White, presidente della UFC, cercò di organizzare un match con il campione Tito Ortiz, che però non volle affrontarlo: combatté quindi con Randy Couture per il titolo ad interim ma perse per KO tecnico. Dopo questa sconfitta Liddell combatté nel Pride Middleweight Grand Prix del 2003 come rappresentante ufficiale della UFC: dopo aver sconfitto Alistair Overeem al primo turno, è stato eliminato nel turno successivo dal veterano Quinton Jackson.
Tornato in UFC, Liddell è stato ancora una volta messo in lizza per il titolo dei mediomassimi contro l'ex campione Ortiz: i due si affrontano a UFC 47 il 2 aprile 2004 a Las Vegas e Liddell vince per KO.

### The Ultimate Fighter
Nel 2005 viene scelto come allenatore nel reality show The Iltimate Fighter e ha affrontato il Team Couture, capitanato dal suo avversario per il titolo. La serie è stata un successo sia per Spike TV che per la UFC ed entrambi i vincitori del reality, Diego Sanchez e Forrest Griffin, membri del Team Liddell, hanno avuto una carriera di successo nelle MMA.

### Campione dei pesi mediomassimi UFC, perdita del titolo, ritiri e ritorni

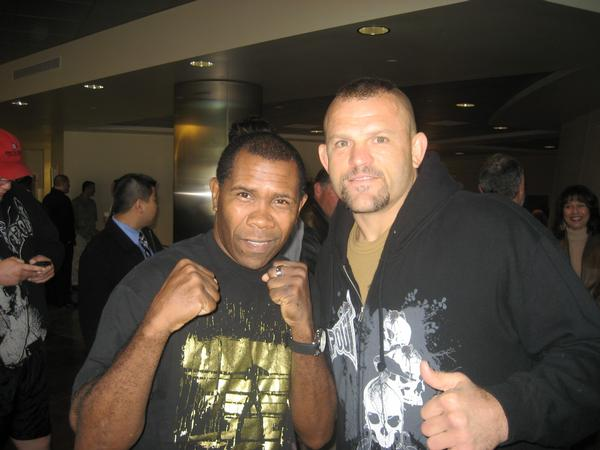
Liddell col pugile Howard Davis Jr.

Il 16 aprile 2005, a UFC 52, Liddell affronta per il titolo Randy Couture battendolo per KO; difende successivamente il titolo contro Jeremy Horn. Il 4 febbraio 2006, a UFC 57 Liddell, affronta di nuovo Randy Couture battendolo. Dopo questa sconfitta Couture annuncia il suo ritiro. Il 26 agosto 2006 affronta Renato "Babalu" Sobral mettendolo KO al minuto 1:15. In quello che sarebbe stato l'evento UFC finanziariamente più di successo fino ad oggi, Liddell combatte in una rivincita con Ortiz a UFC 66, che ha avuto luogo il 30 dicembre 2006. Sconfisse Ortiz per KO.
Il 26 maggio 2007 affrontò in una rivincita Quinton Jackson a UFC 71, ma perde di nuovo per KO con un gancio destro. Dopo la sconfitta e la perdita del titolo, Liddell venne criticato per essere stato una settimana prima in un night club di Las Vegas; il lottatore si difese dicendo che non c'era niente di male visto che lo aveva fatto già in precedenza.
Il 29 luglio 2007 affronta Keith Jardine perdendo per decisione unanime. Il 23 ottobre 2007 combatte contro Wanderlei Silva, ex campione mondiale del Pride, vincendo per decisione unanime; tale incontro venne premiato Fight of the Year ai Fighters Only World MMA Awards nel 2008. Il 6 settembre 2008 combatte con Rashad Evans e perde con un tremendo gancio destro che lo mette KO al minuto 1:51. Il 17 gennaio 2009 combatte contro Mauricio Rua perdendo per TKO e ponendo fine alla sua carriera agonistica.
Il 10 luglio 2009, presso la UFC 100 Fanfest a Las Vegas, Liddell è stato inserito nella Hall of Fame della UFC.
È stato poi annunciato un match fra Liddell e Tito Ortiz per UFC 115, a Vancouver il 12 giugno 2010, ma a marzo è stato confermato che Ortiz si tirava fuori per ragioni ancora sconosciute. Ortiz è stato sostituito da Rich Franklin.
Liddell ha però perso l'incontro alla fine del primo round per KO, subendo così la sua ottava sconfitta in carriera. Il 29 dicembre 2010 annuncia il ritiro dalle MMA.
Torna a combattere nel 2018 nella promozione di Oscar De La Hoya, affrontando per la terza volta in carriera Tito Ortiz: stavolta è quest'ultimo a imporsi per KO alla prima ripresa.

## Risultati nelle arti marziali miste
| Risultato | Record | Avversario        | Metodo                                       | Evento                                                | Data              | Round | Tempo | Luogo                      | Note                                               |
| --------- | ------ | ----------------- | -------------------------------------------- | ----------------------------------------------------- | ----------------- | ----- | ----- | -------------------------- | -------------------------------------------------- |
| Sconfitta | 21–9   | Tito Ortiz        | KO (pugno)                                   | Golden Boy Promotions: Liddell vs. Ortiz 3            | 24 novembre 2018  | 1     | 4:24  | Inglewood, Stati Uniti     |                                                    |
| Sconfitta | 21–8   | Rich Franklin     | KO (pugno)                                   | UFC 115: Liddell vs Franklin                          | 12 giugno 2010    | 1     | 4:55  | Vancouver, Canada          |                                                    |
| Sconfitta | 21–7   | Mauricio Rua      | KO Tecnico (pugni)                           | UFC 97: Redemption                                    | 18 aprile 2009    | 1     | 4:28  | Montréal, Canada           |                                                    |
| Sconfitta | 21–6   | Rashad Evans      | KO (pugno)                                   | UFC 88: Breakthrough                                  | 6 settembre 2008  | 2     | 1:51  | Atlanta, Stati Uniti       |                                                    |
| Vittoria  | 21–5   | Wanderlei Silva   | Decisione (unanime)                          | UFC 79: Nemesis                                       | 29 dicembre 2007  | 3     | 5:00  | Las Vegas, Stati Uniti     |                                                    |
| Sconfitta | 20–5   | Keith Jardine     | Decisione (non unanime)                      | UFC 76: Knockout                                      | 22 settembre 2007 | 3     | 5:00  | Anaheim, Stati Uniti       |                                                    |
| Sconfitta | 20–4   | Quinton Jackson   | KO (pugni)                                   | UFC 71: Liddell vs. Jackson                           | 26 maggio 2007    | 1     | 1:53  | Las Vegas, Stati Uniti     | Perde il titolo dei Pesi Mediomassimi UFC          |
| Vittoria  | 20–3   | Tito Ortiz        | KO Tecnico (pugni)                           | UFC 66: Liddell vs. Ortiz                             | 30 dicembre 2006  | 3     | 3:59  | Las Vegas, Stati Uniti     | Difende il titolo dei Pesi Mediomassimi UFC        |
| Vittoria  | 19–3   | Renato Sobral     | KO (pugni)                                   | UFC 62: Liddell vs. Sobral                            | 26 agosto 2006    | 1     | 1:35  | Las Vegas, Stati Uniti     | Difende il titolo dei Pesi Mediomassimi UFC        |
| Vittoria  | 18–3   | Randy Couture     | KO Tecnico (pugni)                           | UFC 57: Liddell vs. Couture 3                         | 4 febbraio 2006   | 2     | 1:28  | Las Vegas, Stati Uniti     | Difende il titolo dei Pesi Mediomassimi UFC        |
| Vittoria  | 17–3   | Jeremy Horn       | KO Tecnico (pugni)                           | UFC 54: Boiling Point                                 | 20 agosto 2005    | 4     | 2:46  | Las Vegas, Stati Uniti     | Difende il titolo dei Pesi Mediomassimi UFC        |
| Vittoria  | 16–3   | Randy Couture     | KO (pugni)                                   | UFC 52: Couture vs Liddell 2                          | 16 aprile 2005    | 1     | 2:06  | Las Vegas, Stati Uniti     | Vince il titolo dei Pesi Mediomassimi UFC          |
| Vittoria  | 15–3   | Vernon White      | KO (pugno)                                   | UFC 49: Unfinished Business                           | 21 agosto 2004    | 1     | 4:05  | Las Vegas, Stati Uniti     |                                                    |
| Vittoria  | 14–3   | Tito Ortiz        | KO (pugni)                                   | UFC 47: It's On!                                      | 2 aprile 2004     | 2     | 0:38  | Las Vegas, Stati Uniti     |                                                    |
| Sconfitta | 13–3   | Quinton Jackson   | KO Tecnico (pugni)                           | Pride Final Conflict 2003                             | 9 novembre 2003   | 2     | 3:10  | Tokyo, Giappone            | Pride Middleweight Grand Prix, Semifinale          |
| Vittoria  | 13–2   | Alistair Overeem  | KO (pugni)                                   | Pride Total Elimination 2003                          | 10 agosto 2003    | 1     | 3:09  | Saitama, Giappone          | Pride Middleweight Grand Prix, Quarti di finale    |
| Sconfitta | 12–2   | Randy Couture     | KO Tecnico (pugni)                           | UFC 43: Meltdown                                      | 6 giugno 2003     | 3     | 2:39  | Las Vegas, Stati Uniti     | Per il titolo dei Pesi Mediomassimi UFC ad Interim |
| Vittoria  | 12–1   | Renato Sobral     | KO (calcio alla testa)                       | UFC 40: Vendetta                                      | 22 novembre 2002  | 1     | 2:55  | Las Vegas, Stati Uniti     |                                                    |
| Vittoria  | 11–1   | Vítor Belfort     | Decisione (unanime)                          | UFC 37.5: As Real As It Gets                          | 22 giugno 2002    | 3     | 5:00  | Las Vegas, Stati Uniti     |                                                    |
| Vittoria  | 10–1   | Amar Suloev       | Decisione (unanime)                          | UFC 35: Throwdown                                     | 11 gennaio 2002   | 3     | 5:00  | Uncasville, Stati Uniti    |                                                    |
| Vittoria  | 9–1    | Murilo Bustamante | Decisione (unanime)                          | UFC 33: Victory in Vegas                              | 28 settembre 2001 | 3     | 5:00  | Las Vegas, Stati Uniti     |                                                    |
| Vittoria  | 8–1    | Guy Mezger        | KO (pugno)                                   | Pride 14 – Clash of the Titans                        | 27 maggio 2001    | 2     | 0:21  | Yokohama, Giappone         | Debutto in Pride                                   |
| Vittoria  | 7–1    | Kevin Randleman   | KO (pugni)                                   | UFC 31: Locked and Loaded                             | 4 maggio 2001     | 1     | 1:18  | Atlantic City, Stati Uniti |                                                    |
| Vittoria  | 6–1    | Jeff Monson       | Decisione (unanime)                          | UFC 29: Defense of the Belts                          | 6 dicembre 2000   | 3     | 5:00  | Tokyo, Giappone            |                                                    |
| Vittoria  | 5–1    | Steve Heath       | KO (calcio alla testa)                       | IFC WC 9 – Warriors Challenge 9                       | 18 luglio 2000    | 2     | 5:39  | Friant, Stati Uniti        |                                                    |
| Vittoria  | 4–1    | Paul Jones        | KO Tecnico (ferita)                          | UFC 22: Only One Can be Champion                      | 24 settembre 1999 | 1     | 3:53  | Lake Charles, Stati Uniti  |                                                    |
| Vittoria  | 3–1    | Kenneth Williams  | Sottomissione (rear naked choke)             | NG 11 – Neutral Grounds 11                            | 31 marzo 1999     | 1     | 3:35  | Los Angeles, Stati Uniti   |                                                    |
| Sconfitta | 2–1    | Jeremy Horn       | Sottomissione tecnica (triangolo di braccio) | UFC 19: Ultimate Young Guns                           | 5 marzo 1999      | 1     | 12:00 | Bay St. Louis, Stati Uniti |                                                    |
| Vittoria  | 2–0    | José Landi-Jons   | Decisione (unanime)                          | International Vale Tudo Championship 6: The Challenge | 23 agosto 1998    | 1     | 30:00 | San Paolo, Brasile         |                                                    |
| Vittoria  | 1–0    | Noe Hernandez     | Decisione (unanime)                          | UFC 17: Redemption                                    | 15 maggio 1998    | 1     | 12:00 | Mobile, Stati Uniti        | Debutto in UFC                                     |

## Vita privata
Liddell ha un fratello, Sean, che compete nella federazione di MMA WEC.
Il suo allenatore si chiama John Hackleman, detto The Pit, e Liddell continua ad allenarsi con lui a San Luis Obispo, in California, dove ha frequentato l'università.
È proprietario di una parte di due bar a Lincoln, nel Nebraska, e dopo molti anni di fidanzamento si è lasciato con Erin Wilson.
Ha tre figli.

## Apparizioni nei media
Liddell ha preso parte a diversi film e avuto alcune apparizioni televisive.
Ha interpretato sé stesso nel film Bachelor Party Vegas ed in una puntata del telefilm Hawaii Five-0, come comparsa nell'episodio pilota della serie tv Blade - La serie, ha avuto un cameo nella prima stagione di Inked e fece una breve apparizione nel Il postino suona sempre due volte con Jack Nicholson.
Insieme a Tito Ortiz e Randy Couture ha partecipato al film Amici x la morte di Jet Li. Appare anche nel video Rockstar dei Nickelback, di cui è un grande fan. Appare anche in un altro video musicale, Cowards di American Head Charge. Liddell è apparso interpretando ancora sé stesso in un episodio di Entourage nel 2007. Appare anche nel programma Punk'd e in una puntata della serie TV Blue Mountain State; inoltre ha avuto anche dei cameo nel film La morte e la vita di Bobby Z, 300 e Drillbit Taylor - Bodyguard in saldo.
Nel 2009 ha partecipato alla trasmissione Dancing With the Stars. Liddell è presente inoltre nella quinta puntata della nona stagione della serie televisiva Bones, dove impersona sé stesso.